# بوناتية بوليفارية
بوناتية بوليفارية (الاسم العلمي: Bonnetia bolivarensis) هي نوع من النباتات تتبع جنس البوناتية من فصيلة البوناتية.